# Karol Hercenberg
Karol Hercenberg (występuje także jako Karol Lemichow-Herzenberg lub Karol Herzenberger) ps. Karol, Lemiszewski (ur. 1915, zm. 26 grudnia 1943 pod Franciszkowem) – partyzant Gwardii Ludowej, były oficer Armii Czerwonej.

## Życiorys
Urodził się ok. 1915 roku w Związku Radzieckim w rodzinie o niemieckich korzeniach. Przed wojną pracował w Leningradzie na stanowisku zastępcy dyrektora zakładu przemysłowego. Po napaści hitlerowskiej na ZSRR zmobilizowany do Armii Czerwonej, otrzymał przydział do broni pancernej. W toku walk dostał się do niewoli. Na miejscu razem z najbliższymi kolegami podjął decyzję o podjęciu współpracy z hitlerowcami, a następnie dezercji. Po umundurowaniu i wyposażeniu siedmioosobowa grupa została skierowana na szkolenie do ośrodka w Trawnikach na Lubelszczyźnie. Uzbrojeni w 6 karabinów i 14 granatów zdezerterowali udając się w rejon lasów lipskich i janowskich. W maju 1943 grupa nawiązała łączność z oddziałem im. Bartosza Głowackiego dowodzonym przez Władysława Skrzypka ps. Orzeł, wchodząc w jego skład. Niedługo potem Hercenberg objął dowództwo nad oddziałem składającym się w większości z jeńców radzieckich. Lemiszewski wprowadził w swoim oddziale surową lecz rozsądną dyscyplinę, ściśle współpracował z oddziałem Skrzypka. W sierpniu 1943, gdy oddział rozrósł się do ok. 200 ludzi, na jego podstawie sformowano 4 Batalion GL, a Hercenberg został awansowany do stopnia kapitana. 17 października 1943 110 partyzantów (obywateli ZSRR) przekroczyło Bug łącząc się z partyzantką radziecką. Lemiszewski wraz z pozostałymi partyzantami pozostał na Lubelszczyźnie biorąc udział m.in. w bitwie pod Kochanami. W grudniu 1943 wraz ze swoją jednostką miał urządzić pokazowy rajd po powiatach południowej Lubelszczyzny w celu zaprezentowania siły GL. Poległ 26 grudnia we wsi Franciszków, w ataku niemieckich sił antypartyzanckich wspieranych przez lotnictwo. Po jego śmierci batalion rozformowano.